# Pinnow (Brandenburgia)
Pinnow – gmina w Niemczech w kraju związkowym Brandenburgia, w południowo-wschodniej części powiatu Uckermark. Znajdowała się tutaj siedziba Związku Gmin Oder-Welse; obecnie gmina Pinnow jest współzarządzana przez miasto Schwedt/Oder.

## Geografia
Gmina Pinnow leży między znajdującymi się w powiecie Uckermark miastami Schwedt/Oder i Angermünde, w morenowym terenie, dla którego charakterystyczne są kopulaste wzgórza i liczne, częściowo bezodpływowe jeziora, spośród których wymienić należy w szczególności znajdujące się pod ochroną Felchowsee. Krajobraz Pinnow ukształtowany został przez intensywną gospodarkę rolną oraz liczne turbiny wiatrowe.

## Podział administracyjny
W skład gminy Pinnow wchodzi tylko jedna miejscowość - Pinnow.

## Historia

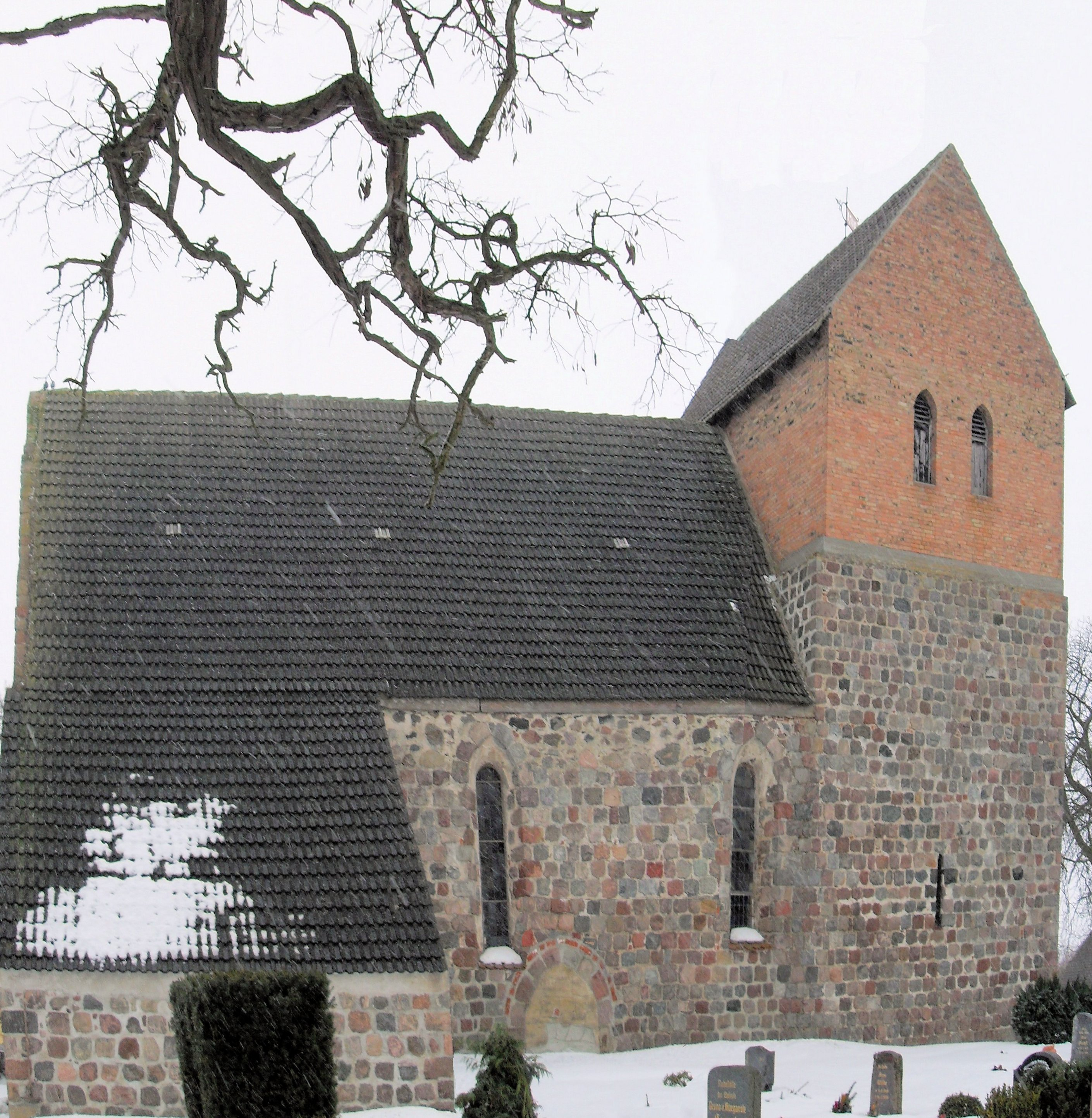
Kościół w Pinnow

Ta należąca kiedyś do dóbr klasztornych wieś po raz pierwszy wymieniona została przez źródła pisane w 1354 r.
Nazwa pochodzi od słowiańskiego słowa oznaczającego pień.
Dla nowszej historii Pinnow osady znaczenie miało zlokalizowanie tu w 1931 r. fabryki amunicji. Razem z bunkrem wysadzona ona została w powietrze w 1945 r. Ślady bunkra były widoczne jeszcze w 1968 r. w lesie zlokalizowanym na terenie dawnego zakładu.
Narodowa Armia Ludowa NRD prowadziła tu do 1990 r. Zakłady Naprawcze Pinnow (niem.: Instandsetzungswerk Pinnow, IWP). Na ich terenie dokonywano przeglądów rakiet ziemia-powietrze radzieckiej konstrukcji, m.in. napędzanych paliwem ciekłym, które przywożone były nocą jako część tzw. "kompleksu 050" (konwój składający się z ok. 20 samochodów ciężarowych i przyczep radzieckiej konstrukcji z płytami wyrzutni rakietowych, układami automatycznego sterowania i antenami). Od 1969 r., po wypadku drogowym, jaki miał miejsce w 1968 r. przy wjeździe do rafinerii w Schwedt/Oder, rakiety dostarczano również koleją. W zakładach naprawiano też i kalibrowano wyrzutnie bomb głębinowych, zajmowano się sprzętem mierniczym i radiowym armii NRD. Dla lotnisk wojskowych produkowano odmrażacze opierające się na konstrukcji ciężarówki IFA G5 i agregatu dyszowego samolotu MiG-17.  W połowie lat 80. XX w. produkowano na licencji rakiety przeciwpancerne.
Cały kompleks zakładów podzielony był na cztery zamknięte i strzeżone strefy (1–4), uszeregowane według znaczenia sprzętu przy którym pracowano. Wejście do każdej strefy możliwe było wyłącznie za okazaniem na punkcie kontrolnym ważnej przepustki strefowej. Strefa nr 4 ("Centralny Magazyn Paliw i Smarów", niem.: Zentrales Treib- und Schmierstofflager) była strefą najpilniej strzeżoną. Stacjonujący tam żołnierze i zatrudnieni cywile nie mieli kontaktu z pozostałymi osobami na terenie zakładu, którym zabroniony był wstęp do strefy nr 4. Teren tej strefy zabezpieczony był ponadto drutem przesyłającym sygnał o wtargnięciu intruzów.
Teren zakładów nazywano potocznie "Raketen-Pinnow". Pomimo iż pracowało tam ponad 1000 żołnierzy i osób cywilnych (z których wielu mieszkało w sąsiednim Schwedt/Oder), niewiele informacji o obiekcie przedostawało się na zewnątrz.
Po zjednoczeniu Niemiec ten zakładów zajęty został przez firmę zajmującą się utylizacją materiałów wybuchowych, która zajęła się demontażem, rozbrojeniem i likwidacją amunicji, pocisków odrzutowych, rakiet, min, granatów ręcznych, zapalników i materiałów pirotechnicznych wyprodukowanych w byłym bloku wschodnim.

## Zabytki
- zespół muzealny Pinnow
- kościół
- park krajobrazowy
- pomnik poległych w pierwszej wojnie światowej na placu przed murem kościelnym
- silnik parowy

## Komunikacja
Pinnow leży przy linii kolejowej z Schwedt/Oder do Angermünde oraz przy przebiegającej niemal równolegle do niej drodze krajowej B2.

## Osoby urodzone w Pinnow
- Arthur Bülow (1901–1988) – prawnik i polityk